# 白田信夫
白田 信夫（はくた のぶお、1952年6月6日 - ）は日本の政治家。茨城県議会議員（7期）。第104代茨城県議会議長、第103代茨城県議会副議長、真壁町議会議員（3期）を歴任した。

## 経歴
習志野市立習志野高等学校中退。明治大学公共政策大学院ガバナンス研究科修士修了。1983年9月から1994年12月まで、真壁町議会議員を3期務めた。同年の茨城県議会議員選挙で初当選を果たす。1998年の県議選では真壁郡選挙区から自由民主党公認で立候補して、再選を果たした。2002年12月8日の県議選では、定数2人中1位で3選を果たした。2006年の県議選は無投票で4選を果たした。2009年12月9日に第103代茨城県議会副議長に就任した。2010年12月12日の県議選では桜川市選挙区から立候補して、5選を果たした。改選後の2011年1月18日、飯塚秋男が副議長に選出された。2012年12月21日から2013年12月16日まで第104代茨城県議会議長を務めた。2014年12月14日の県議選で6選を果たした。2018年12月9日の県議選で7選を果たした。

## 不祥事・騒動

### 橋本昌への応援
2013年9月8日の茨城県知事選挙で、自主投票とした自民党茨城県連の方針に反して、現職の橋本昌を応援したとして白田ら県議会議員8人が処分を受けた。内訳は、白田ら3人が役職停止4ヶ月、1人が役職停止2ヶ月、残り4人が戒告となった。処分の対象となったのは、橋本の遊説先の応援演説である。

### 議場での行動
2021年3月4日、本会議中に静かに目を閉じている様子が目撃されている。これに関し、当時の議長常井洋治が同月31日付けで規律確保を求める文書を全議員に送っている。

## 人物
- 趣味はハイキング[7][11]。